# Astrachan (Schiff, 2006)
Die Astrachan (russisch Астрахань) ist eine Korvette des Projekt 21630 (Bujan-Klasse) der Russischen Marine, die seit 2006 in Dienst steht.

## Geschichte
Die spätere Astrachan, benannt nach der südrussischen Stadt Astrachan, wurde als erstes Boote der Klasse am 30. Januar 2004 beim Schiffswerft Almas in Sankt Petersburg auf Kiel gelegt. Der Stapellauf erfolgte am 7. Oktober 2005 und die Indienststellung 1. September 2006. Das Boot gehört zur Kaspischen Flottille der russischen Marine.